# NGC 753
NGC 753 je spirální galaxie s příčkou v souhvězdí Andromedy. Její zdánlivá jasnost je 12,2m a úhlová velikost 3,0′ × 1,9′. 
Galaxie je vzdálená 225 milionů světelných let, je členem skupiny galaxií Abell 262. Má průměr 195 000 světelných let. V nevelké vzdálenosti 1,4 miliony světelných let leží galaxie NGC 759, jejíž gravitační působení mohlo způsobit rozvětvený tvar spirálních. Galaxie obsahuje obří černou díru o odhadované hmotnosti 22 milionů sluncí.
Galaxii objevil 16. září 1865 Heinrich d’Arrest.
V NGC 753 byly pozorovány dvě supernovy, SN 1954E pozorovaná Zwickym 26. září 1954 a AT 2018ddf objevená 5. června 2018.